# ルヴィアーノ
ルヴィアーノ（伊: Ruviano）は、イタリア共和国カンパニア州カゼルタ県にある、人口約1,600人の基礎自治体（コムーネ）。

## 地理

### 位置・広がり

#### 隣接コムーネ
隣接するコムーネは以下の通り。括弧内のBNはベネヴェント県所属を示す。
- アルヴィニャーノ
- アモロージ (BN)
- カイアッツォ
- カステル・カンパニャーノ
- ファイッキオ (BN)
- ジョーイア・サンニーティカ
- プリアネッロ (BN)

### 気候分類・地震分類
ルヴィアーノにおけるイタリアの気候分類 (it) および度日は、zona C, 1202 GGである。
また、イタリアの地震リスク階級 (it) では、zona 2 (sismicità media) に分類される。